# Các bài toán của Landau

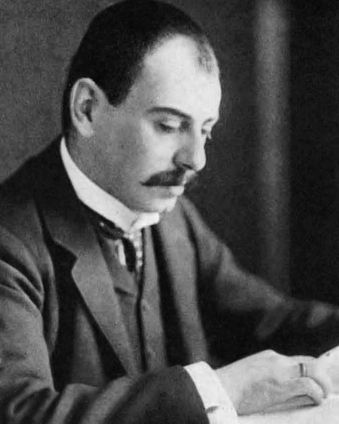
Edmund Landau, nhà toán học Đức

Tại hội nghị toán học quốc tế năm 1912, Edmund Landau đã liệt kê ra bốn bài toán về số nguyên tố. Các bài toán được nói theo lời của ông "chưa thể tấn công được tại trạng thái hiện tại của toán học" và nay được gọi là các bài toán của Landau. Các bài toán đó như sau:
1. Giả thuyết Goldbach: Liệu mọi số chẵn lớn hơn 2 có thể viết thành tổng của hai số nguyên tố?
2. Giả thuyết số nguyên tố sinh đôi: Liệu có vô số số nguyên tố p sao cho p + 2 cũng là số nguyên tố?
3. Giả thuyết Legendre: Liệu có luôn tồn tại số nguyên tố nằm giữa hai số chính phương liên tiếp?
4. Liệu có vô số số nguyên tố p sao cho p − 1 là số chính phương? Nói cách khác: liệu có vô số nguyên tố có dạng n2 + 1?

Tính đến  năm 2023, cả bốn bài toán vẫn chưa được giải.

## Quá trình giải

### Giả thuyết Goldbach
Giả thuyết yếu của Goldbach phát biểu rằng mọi số lẻ lớn hơn 5 có thể viết thành của ba số nguyên tố, giả thuyết này là hệ quả của giả thuyết Goldbach. Ivan Vinogradov chứng minh giả thuyết yếu cho n đủ lớn (xem định lý Vinogradov) trong 1937, lúc sau được Harald Helfgott mở rộng thành bài chứng minh đầy đủ cho giả thuyết yếu trong 2013.
Định lý Chen, một dạng yếu hơn khác của giả thuyết, phát biểu rằng cho mọi n đủ lớn, {\displaystyle 2n=p+q} trong đó p là số nguyên tố còn q là số nguyên tố hoặc nửa nguyên tố. Bordignon, Johnston, và Starichkova, sửa lại và củng cố bài của Yamada, đưa ra bản cụ thể hơn của định lý Chen: mọi số chẵn lớn hơn {\displaystyle e^{e^{34.5}}\approx 4.2\cdot 10^{417776432441823}} là tổng của số nguyên tố và tích của tối đa hai số hai nguyên tố. Bordignon & Starichkova giảm nó đi còn về {\displaystyle e^{e^{15.85}}\approx 3.6\cdot 10^{3321634}} nếu giả sử Giả thuyết Riemann tổng quát cho L-hàm Dirichlet.
Montgomery và Vaughan đã chứng minh tập ngoại lệ của các số chẵn không thể viết thành tổng của hai số nguyên tố có mật độ bằng không, mặc dù tập này vẫn chưa được chứng minh là hữu hạn. Cận tốt nhất hiện tại trên tập ngoại lệ là {\displaystyle E(x)<x^{0.72}} (với x đủ lớn) được tìm bởi Pintz, và {\displaystyle E(x)\ll x^{0.5}\log ^{3}x} dưới giả định RH, do Goldston tìm ra.
Linnik đã chứng minh rằng các số chẵn đủ lớn có thể viết thành của tổng của hai số nguyên tố và một hằng số không hiệu quả K là luỹ thừa của 2. Sau rất nhiều cải tiến (xem bài của Pintz), Pintz và Ruzsa đã rút về K = 8.

### Giả thuyết số nguyên tố sinh đôi
Yitang Zhang đã chứng minh rằng có vô số cặp số nguyên tố có khoảng cách giữa chúng nhỏ hơn 70 triệu, kết quả này sau được cải tiến chỉ còn 246 nhờ nỗ lực hợp tác của dự án Polymath. Dưới giả thuyết Elliott–Halberstam tổng quát, kết quả chỉ lui về còn 6, mở rộng các công trình đi trước của Maynard và Goldston, Pintz & Yıldırım.
Trần Cảnh Nhuận chứng minh có vô số số nguyên tố p (sau được gọi là số nguyên tố Chen) sao cho p + 2 là số nguyên tố hoặc nửa nguyên tố.

### Giả thuyết Legendre
Ta chỉ cần kiểm tra mỗi khoảng cách số nguyên tố bắt đầu từ p nhỏ hơn {\displaystyle 2{\sqrt {p}}}. Bảng của các khoảng cách tối đại cho thấy giả thuyết vẫn đúng cho đến 264 ≈ 1.8×1019. Nếu có ví dụ phản chứng gần kích thước đó thì nó cần phải có khoảng cách gấp trăm triệu lần khoảng cách trung bình.
Järviniemi, cải tiến bài của Heath-Brown và Matomäki, chứng minh rằng có tối đa {\displaystyle x^{7/100+\varepsilon }} số nguyên tố ngoại lệ có khoảng cách đứng sau lớn hơn {\displaystyle {\sqrt {2p}}}; cụ thể hơn, nghĩa là
{\displaystyle \sum _{\stackrel {p_{n+1}-p_{n}>{\sqrt {p_{n}}}^{1/2}}{p_{n}\leq x}}p_{n+1}-p_{n}\ll x^{0.57+\varepsilon }.}
Một kết quả được tìm bởi Ingham chứng minh rằng tồn tại số nguyên tố nằm giữa {\displaystyle n^{3}} và {\displaystyle (n+1)^{3}} cho n đủ lớn.

### Số nguyên tố gần chính phương
Bài toán thứ tư của Landau hỏi liệu có vô số số nguyên tố có dạng {\displaystyle p=n^{2}+1} với n nguyên. (Danh sách các số nguyên tố dưới dạng này nằm trong A002496.) Bài toán này là hệ quả của một số giả thuyết lý thuyết số khác chẳng hạn như giả thuyết Bunyakovsky và giả thuyết Bateman–Horn. Tính đến  năm 2023, bài toán này vẫn còn mở.
Một ví dụ của các số nguyên tố gần chính phương là số nguyên tố Fermat. Henryk Iwaniec chứng minh có vô số số có dạng {\displaystyle n^{2}+1} và có tối đa hai ước nguyên tố. Ankeny và Kubilius chứng minh rằng nếu giả sử giả thuyết Riemann mở rộng cho các L-hàm số trên ký tự Hecke, thì có vô số số nguyên tố dưới dạng {\displaystyle p=x^{2}+y^{2}} với {\displaystyle y=O(\log p)}. Giả thuyết Landau là dạng mạnh hơn khi {\displaystyle y=1}. Kết quả tốt nhất không điều kiện là của Harman & Lewis và nó cho {\displaystyle y=O(p^{0.119})}.
Merikoski, cải tiến từ các công trình trước, chứng minh có vô số số nguyên dạng {\displaystyle n^{2}+1} có ước nguyên tố lớn nhất của nó ít nhất {\displaystyle n^{1.279}}. Thay số mũ đó với 2 sẽ ra giả thuyết Landau.
Sàng Brun tìm ra cận trên của mật độ các số nguyên tố có dạng {\displaystyle p=n^{2}+1}: có {\displaystyle O({\sqrt {x}}/\log x)} số nguyên tố như thế cho tới {\displaystyle x}. Do đó hầu như mọi số có dạng {\displaystyle n^{2}+1} là hợp số.